# La Troisième Guerre
Pour plus de détails, voir Fiche technique et Distribution.
La Troisième Guerre est un film français coécrit et réalisé par Giovanni Aloï, sorti en 2020. Il s'agit de son premier long métrage.
Il est sélectionné et présenté, le 6 septembre 2020, dans la section « Orizzonti » à la Mostra de Venise, en Italie.

## Synopsis
Léo Corvard (Anthony Bajon) vient juste de terminer ses classes. Pour sa première affectation, il écope d'une mission de l'opération Sentinelle. Avec sa patrouille, il arpente les rues parisiennes...

## Fiche technique
Sauf indication contraire, les informations mentionnées dans cette section peuvent être confirmées par la base de données cinématographiques Unifrance,  présente dans la section « Liens externes ».
- Titre original : La Troisième Guerre
- Réalisation : Giovanni Aloï
- Scénario : Giovanni Aloï et Dominique Baumard
- Musique : Frédéric Alvarez
- Décors : Lisa Rodriguez
- Costumes : Clara René
- Photographie : Martin Rit
- Son : Rémi Chanaud (ingénieur) et Claire Cahu (montage)
- Montage : Rémi Langlade
- Production : Thierry Lounas
- Sociétés de production : Capricci ; Bien ou Bien Productions (coproduction)
- Société de distribution : Capricci (France) ; Axia Films Inc. (Québec)
- Pays de production :  France
- Langue originale : français
- Format : couleur
- Genres : drame
- Durée : 92 minutes
- Dates de sortie :
  - Italie : 6 septembre 2020 (avant-première à la Mostra de Venise)
  - Québec : mars 2021
  - France : 22 septembre 2021

## Distribution
- Anthony Bajon : Léo Corvard
- Karim Leklou : Hicham Bentoumi
- Leïla Bekhti : Yasmine
- Arthur Verret : Michel Ortioni
- Jonas Dinal : Firmin
- Raphaël Quenard : Dimo
- Esdras Registe : Teddy Humeau
- Igor Kovalsky : Bambi
- Maxime Cailliau : Totoro
- Jules Dousset : le capitaine Menard
- Marie Bunel : Sylvie Corvard
- Didier Brice : Boris Corvard
- Erick Deshors : Christian
- Bérangère McNeese : Carmel
- Manon Bresch : Jenny

## Production
Le tournage a lieu à La Boissière-École pour la caserne de l'école régionale Hériot, en Yvelines, et à Nantes, en Loire-Atlantique.

## Accueil

### Festival et sorties
Le film est sélectionné et projeté, le 6 septembre 2020, en avant-première à la Mostra de Venise, en Italie. Il devait sortir en février 2021 en France. En raison du couvre-feu consécutif à la pandémie de Covid-19, la date de sortie nationale est repoussée au 31 mars,. Il sort finalement le 8 septembre.

### Critique
Chloé Sarraméa du magazine Numéro souligne que « Giovanni Aloï signe une œuvre réussie, puisque engageante ».

## Distinctions
Sélection
- Mostra de Venise 2020 : section « Orizzonti »[6]

### Document
- Dossier de presse La Troisième Guerre